# Lekunberri
Lekunberri är en kommun i Spanien.   Den ligger i provinsen och regionen Navarra, i den nordöstra delen av landet, 300 km nordost om huvudstaden Madrid. Antalet invånare är 1 463. Arean är 6,7 kvadratkilometer.